# Jhansi
Jhansi je mesto v indijski državi Utar Pradeš, ki je pomembno cestno in železniško križišče ter je administrativno središče Jhanskega okrožja in Jhanske divizije.